# Akumajō Dracula (jeu vidéo, 1993)
Pour les articles homonymes, voir Akumajō Dracula (homonymie).
Akumajō Dracula (悪魔城ドラキュラ, Akumajō Dorakyura, officiellement traduit par Le château hanté de Dracula) est un jeu vidéo d'action et de plates-formes développé par Konami Computer Entertainment Tokyo, un studio de Konami. Il est sorti, uniquement au Japon, en 1993 sur X68000.

## Histoire
Au contraire de Super Castlevania IV, il s'agit essentiellement d'un remake du premier opus, mais étoffe quelque peu l'intrigue avec une cinématique d'introduction montrant que Dracula a été ressuscité par une secte d'adorateurs du Mal.

## Système de jeu
Malgré son statut de remake, le jeu se distingue de son prédécesseur en permettant au joueur de changer de direction durant un saut (chose impossible dans le jeu original) et de frapper vers le bas et en diagonal bas, comme dans Super Castlevania IV mais sans pouvoir faire de même vers le haut. De plus, une feuille de laurier apparaît en tant qu'arme secondaire et permet de restaurer une partie de l'énergie perdue à tout moment. Elle est cependant assez rare à trouver et consomme beaucoup de munitions.
Les niveaux, tout comme le bestiaire, ont vu leur level design changer drastiquement ou purement remplacer par d'autre. Par exemple, le niveau souterrain est plus long et constitue le deuxième niveau du jeu (alors qu'il n'était que le quatrième dans le jeu original), et Simon devra grimper une tour remplis de jouets possédés tels des ballons, des poupées flottantes et des mini-clowns.

## Réédition
Le jeu connut une ressortie en 2001 sur PlayStation en Occident, intitulé Castlevania Chronicles. Elle contient le jeu sorti exclusivement sur X68000 et une version alternative, améliorant les sprites de Simon et de Dracula ainsi que la qualité sonore de la musique et des bruitages. Elle contient également des artworks propres au jeu et de Symphony of the Night, tous dessinés par Ayami Kojima. Une interview de Koji Igarashi est également disponible.